# Margarosticha pulcherrimalis
Margarosticha pulcherrimalis là một loài bướm đêm trong họ Crambidae.